# Carretera de Nebraska 35
La Carretera de Nebraska 35, y abreviada NE 35 (en inglés: Nebraska Highway 35) es una carretera estatal estadounidense ubicada en el estado de Nebraska. La carretera inicia en el Oeste desde la US 275  , NE 24  en Norfolk hacia el Este en la US 75  , US 77  en Dakota City. La carretera tiene una longitud de 111,8 km (69.50 mi).

## Mantenimiento
Al igual que las autopistas interestatales, y las rutas federales y el resto de carreteras estatales, la Carretera de Nebraska 35 es administrada y mantenida por el Departamento de Carreteras de Nebraska por sus siglas en inglés NDOR.

## Cruces
La Carretera de Nebraska 35 es atravesada principalmente por la  NE 15  en Wayne
 NE 16  sur de Wakefield
 NE 9  norte de Wakefield.